# Pont Samuel-De Champlain
Pour les articles homonymes, voir Samuel de Champlain (homonymie).
Le pont Samuel-De Champlain est un pont routier qui relie les villes de Brossard et Montréal en traversant le Saint-Laurent. Il remplace le pont Champlain, devenu vétuste. Il est ouvert partiellement à la circulation le 24 juin 2019 en direction de Montréal seulement puis l'est complètement (vers la Rive-Sud également) le 1er juillet 2019. Sa construction aura coûté 4,24 milliards de dollars canadiens.
Il s'agit d'un viaduc en béton et en acier avec une section suspendue à haubans. Par rapport à son prédécesseur, sont ajoutés des voies de sécurité, un corridor central réservé au transport en commun par métro léger et une piste multifonctionnelle pour piétons et cyclistes. Les voies sont réparties sur trois tabliers indépendants, constituant l'un des ponts les plus larges du monde.
L'utilisation d'acier inoxydable pour certaines armatures et de béton hautes performances doit donner au nouveau pont une durée de vie utile de 125 ans.

## Historique
En septembre 2007, face à la montée des coûts de maintenance du pont Champlain (mis en service en 1962), le ministre des Transports, Lawrence Cannon, confirme que son ministère envisage sérieusement la construction d'une structure de remplacement.
En août 2008, Transport Canada annonce étudier différents scénarios pour un nouveau pont.
En octobre 2011, le ministre des Transports, Denis Lebel, annonce officiellement la construction du nouveau pont dans un délai de 10 ans.
En novembre 2014, le ministre annonce qu'il abandonne l'idée de nommer le nouveau pont en l'honneur de Maurice Richard après avoir consulté la famille de l'ex-champion de hockey sur glace.
Le gouvernement souhaite initialement instaurer un péage de 2 $ à 4 $, mais à la suite des élections fédérales canadiennes de 2015, le nouveau gouvernement abandonne cette idée.
La construction commence officiellement le 16 juin 2015.
Le 19 décembre 2018, le ministre fédéral de l'Infrastructure et des Collectivités, François-Philippe Champagne, annonce que la structure sera nommée pont Samuel-De Champlain.
Le 24 juin 2019, le pont est partiellement ouvert à la circulation en direction de Montréal seulement. 
Le 28 juin 2019 a lieu la cérémonie d'ouverture officielle.
Le 1er juillet 2019 à 11 h, avec l'accès aux voies en direction sud, l'ouverture du pont à la circulation automobile est complète.
Initialement prévue pour l'automne 2019, la piste multifonctionnelle est ouverte aux cyclistes et aux piétons à partir du 23 décembre 2019 à 13 h,.
L'ouverture complète du pont au public est réalisée le 31 juillet 2023 lorsque le premier tronçon du Réseau express métropolitain (REM) est officiellement mis en service. Cette inauguration, d'abord prévue en 2021, puis à l'automne 2022, survient finalement à l'été 2023. Cette étape fait suite à un mois de test débutant le 28 juin 2023, où les voitures du REM ont circulé sans voyageur, soit durant la période dite de la « marche à blanc »,.

## Cérémonie d'ouverture
La cérémonie d'ouverture officielle a lieu le 28 juin 2019 en présence, entre autres, du ministre fédéral de l'Infrastructure et des Collectivités, François-Philippe Champagne ; du ministre des Transports du Québec, François Bonnardel ; des mairesses de Montréal et de Brossard, Valérie Plante et Doreen Assaad ; et de l'architecte Poul Ove Jensen. Pour l'occasion, un aîné mohawk a donné sa bénédiction à la structure, les Petits Chanteurs du Mont-Royal ont entonné l'Ô Canada (l'hymne national du Canada) et un buste en bronze de Samuel de Champlain a été dévoilé qui devant être installé sur la structure. 

## Composition

### Section suspendue
La section suspendue du pont Samuel-De Champlain, longue d'environ 500 m, permet la traversée du canal de la voie maritime du Saint-Laurent sans entraves et à une hauteur suffisante pour ne pas contraindre le trafic fluvial. Cette section est formée d'une travée principale longue d'environ 240 m, surplombant le canal, et d'une travée arrière longue de 200 m, au-dessus du fleuve, qui sert de contrepoids à la travée principale.
Entre ces travées, une entretoise reliée directement au pylône principal supporte les tabliers. Les tabliers des travées principale et arrière sont soutenus chacun par 15 paires de câbles, dont une extrémité s'ancre dans les voussoirs des tabliers et l'autre dans le pylône principal, s’élevant à 170 m au-dessus de l'eau.
|                           | Ancien pont (1962)                                               | Nouveau pont (2019)                          |
| ------------------------- | ---------------------------------------------------------------- | -------------------------------------------- |
| Longueur                  | 3 440 mètres                                                     | ~ 3 400 mètres                               |
| Section suspendue         | 215,5 mètres                                                     | 238±10 mètres                                |
| Hauteur max. de la voie   | 38,5 mètres                                                      | 56 mètres                                    |
| Hauteur max. de l'ouvrage | 49 mètres                                                        | 170 mètres (pylône principal)                |
| Largeur                   | 23,8 mètres                                                      | ~ 60 mètres                                  |
| Tabliers                  | 1                                                                | 3 séparés                                    |
| Voies de circulation      | 6                                                                | 10 (6 + 2 de sécurité + 2 réservées)         |
| Piles                     | 56 (48 piles simples + 8 triples)                                | 42 piles doubles                             |
| Matériaux                 | Piles, chevêtres et tablier en béton Section cantilever en acier | Piles en béton Chevêtres et tablier en acier |
| Béton                     | 165 000 tonnes                                                   |                                              |
| Acier                     | 13 300 tonnes                                                    | 60 000 tonnes                                |

### Autres éléments
En plus du pont lui-même, le projet comprend:
- un nouveau pont de l'île-des-Sœurs de 470 m;
- l’élargissement de quatre à six voies de l’autoroute 15 entre l’échangeur Atwater et le nouveau pont;
- l’amélioration des bretelles menant au pont de la route 132 et de l’autoroute 10 sur la Rive-Sud.

## Méthode de construction
Afin de respecter le délai de construction de 42 mois, un maximum d’éléments du pont en acier et en béton sont préfabriqués et une partie des travaux prend place sur des jetées temporaires. Trois jetées ont été aménagées: une à l'est depuis Brossard, une à l'ouest depuis l'île-des-Sœurs, et la troisième au centre, accolée à la digue de la voie maritime du Saint-Laurent.
- La jetée est, à travers le canal, permet la construction à sec, au moyen de batardeaux, des piles de cette portion du pont[18].

- La jetée centrale sert de plateforme de construction pour les piles et pylônes de la section haubanée du pont. Des piliers temporaires ayant servi à la construction du viaduc de Millau y ont été érigés pour soutenir la travée haubanée arrière pendant sa construction[19]. La travée haubanée principale, au-dessus de la voie maritime, est assemblée par segments au moyen d'un pont roulant prenant appui sur le tablier du pont à mesure de son avancée.

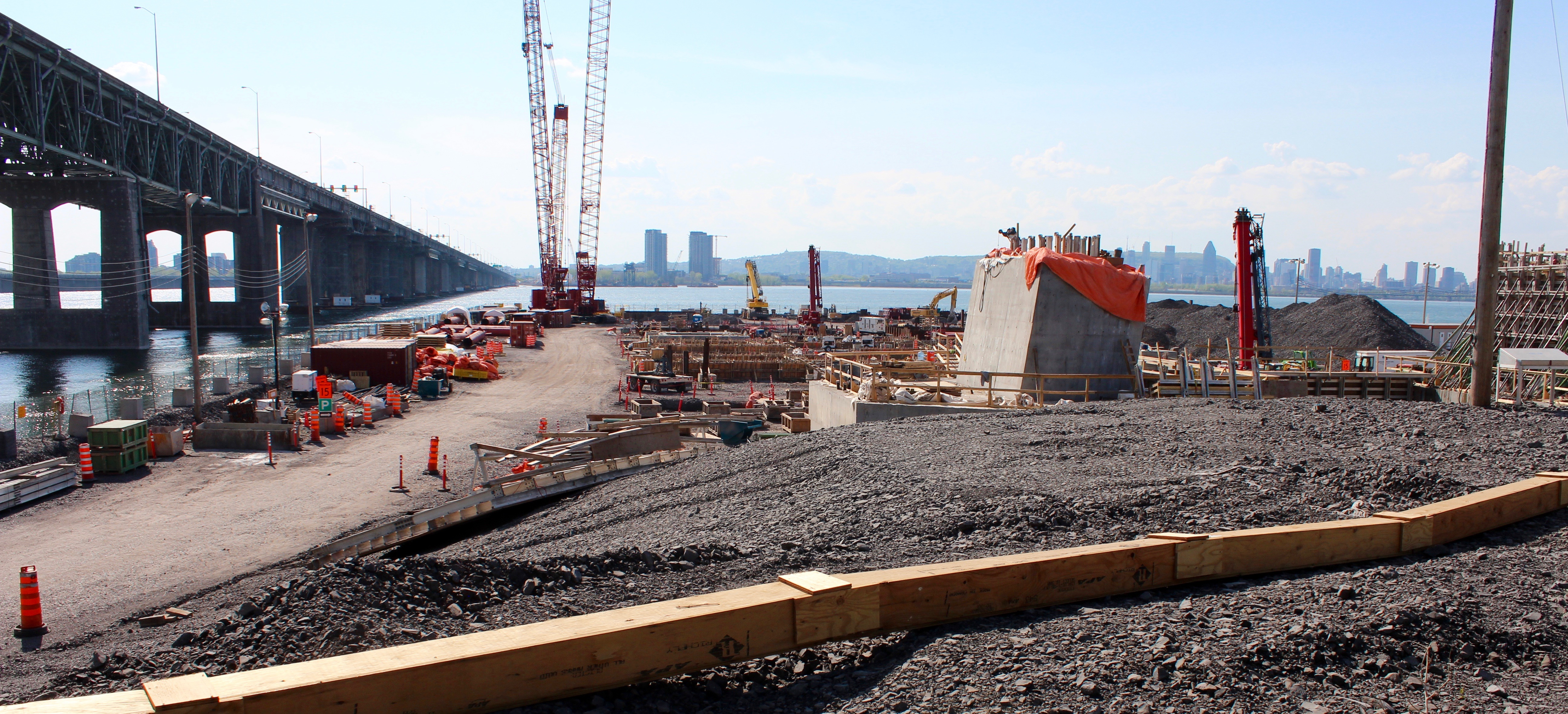
Jetée centrale, mai 2016
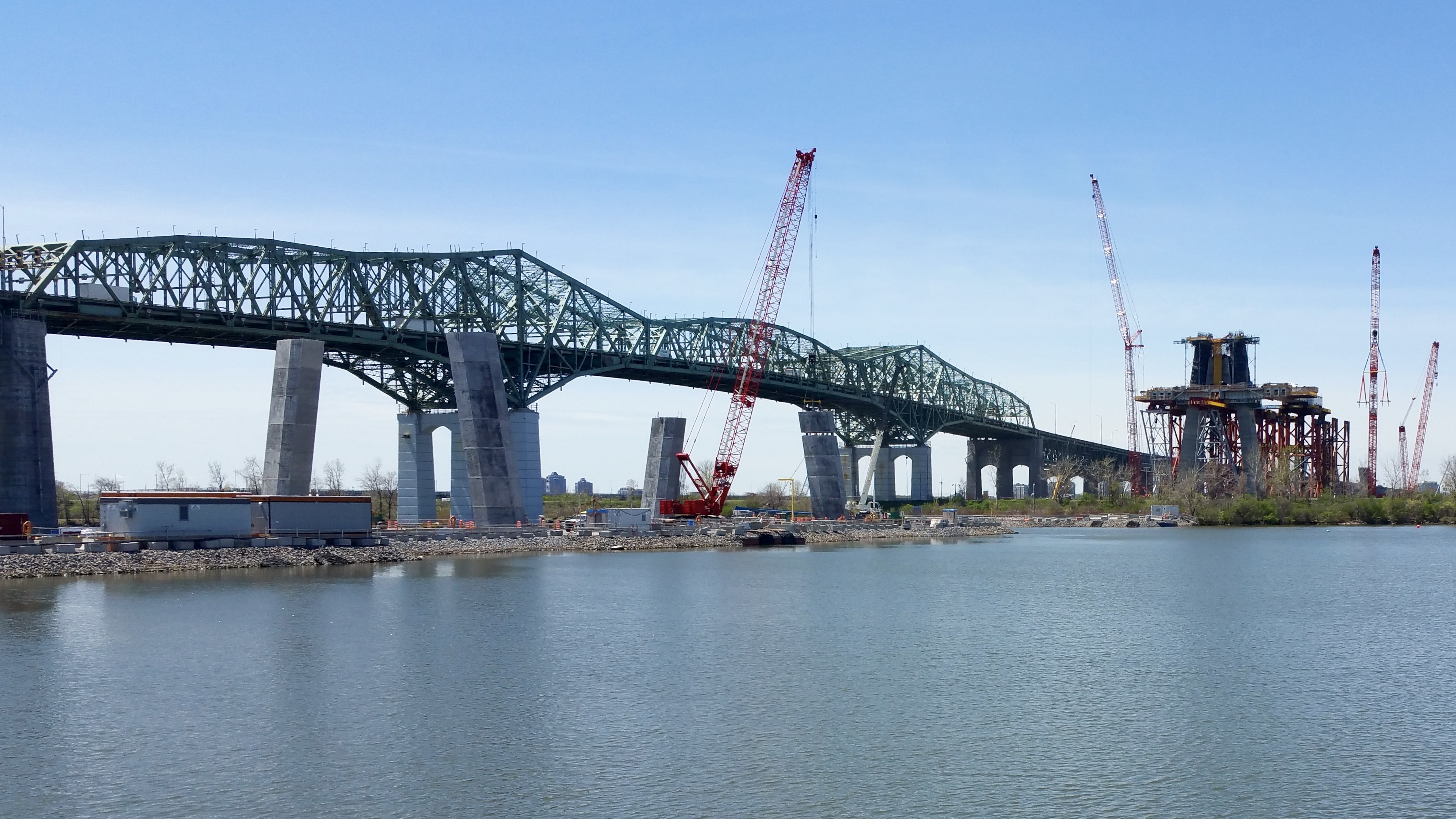
Vue de la Rive-Sud, mai 2017

- La jetée ouest, longue de 500 m, est divisée en trois aires de préassemblage : une première pour les semelles de fondation en béton, qui servent d'assise à la section en viaduc traversant le fleuve ; une seconde pour les chevêtres en acier, qui complètent les piles ; et une troisième et dernière pour les superstructures en acier, qui portent les tabliers[20]. Durant la préfabrication des 38 semelles marines, une amorce de pile et une plateforme de travail leur ont été ajoutées pour former une base de pile mesurant jusqu’à 14 m de haut. Un super-transporteur, capable de lever des pièces de 1 000 tonnes et surnommé « Thor la fourmi » par les élèves d'une école de Verdun[21], déplaçait ces bases de pile depuis l'aire de préfabrication vers une aire de chargement, d’où elles furent levées par un catamaran industriel, l’installateur flottant de fondation (IFF)[22]. L'IFF déposait ensuite ces bases dans des espaces forés à une profondeur de 4 à 5 mètres dans le lit du fleuve. Deux grues flottantes superposaient finalement aux bases des éléments préfabriqués pour former piles et chevêtres[13]. Les poutres-caissons en acier soutenant les trois tabliers du pont sont alors déposées sur les chevêtres à mesure de leur complétion.

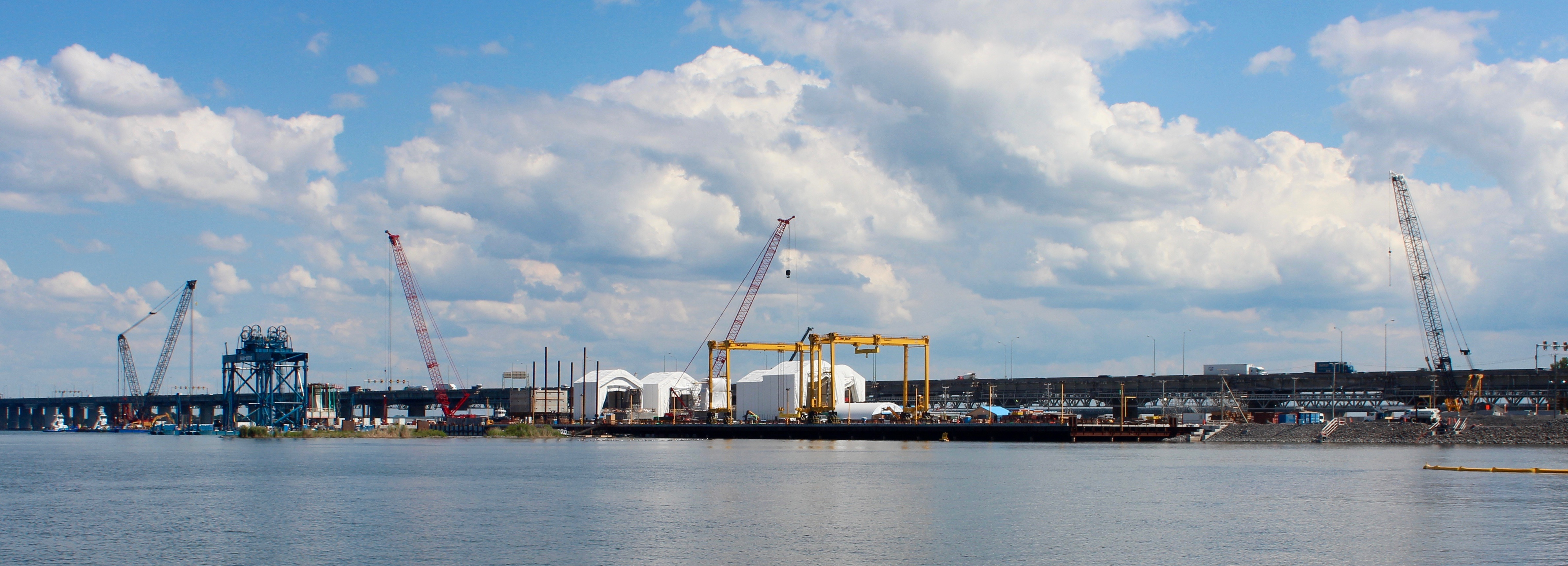
Jetée ouest, août 2016 L'IFF (à gauche) et les aires de préassemblage.